# Frederic Albert, Prinț de Anhalt-Bernburg
Frederic Albert de Anhalt-Bernburg (15 august 1735 – 9 aprilie 1796), a fost prinț german din Casa de Ascania. Din 1765 până în 1796 el a fost prinț suveran al principatului de Anhalt-Bernburg.

## Biografie
Frederic Albert s-a născut la Bernburg la 15 august 1735. A fost singurul fiu din cei cinci copii ai Prințului Victor Frederic de Anhalt-Bernburg cu cea de-a doua soție, Sofia Albertine Frederica, fiica Margrafului Albert Frederic de Brandenburg-Schwedt.
Frederic Albert și-a succedat tatăl ca Prinț de Anhalt-Bernburg după moartea acestuia, în 1765, și imediat el și-a schimbat reședința de la Bernburg la Ballenstedt.
La 22 decembrie 1785 el a confirmat intrare statului său în "Liga Prinților" (Fürstenbund).
În 1788, sub comanda sa s-a construit un teatru clasic. A fost considerat "Părintele Țării" de către cetățenii principatului, în primul rând datorită muncii bune pe care a făcut-o; una dintre reformele sale a fost să acorde femeilor influență legală asupra moștenirilor. Frederic Albert a fost fondatorul Anhaltische Mineraliensammlung.
A murit la Ballenstedt la 9 aprilie 1796, la vârsta de 60 de ani. Nu este clar dacă a murit ca urmare a unui accident de vânătoare sau s-a sinucis.

## Căsătorie și copii

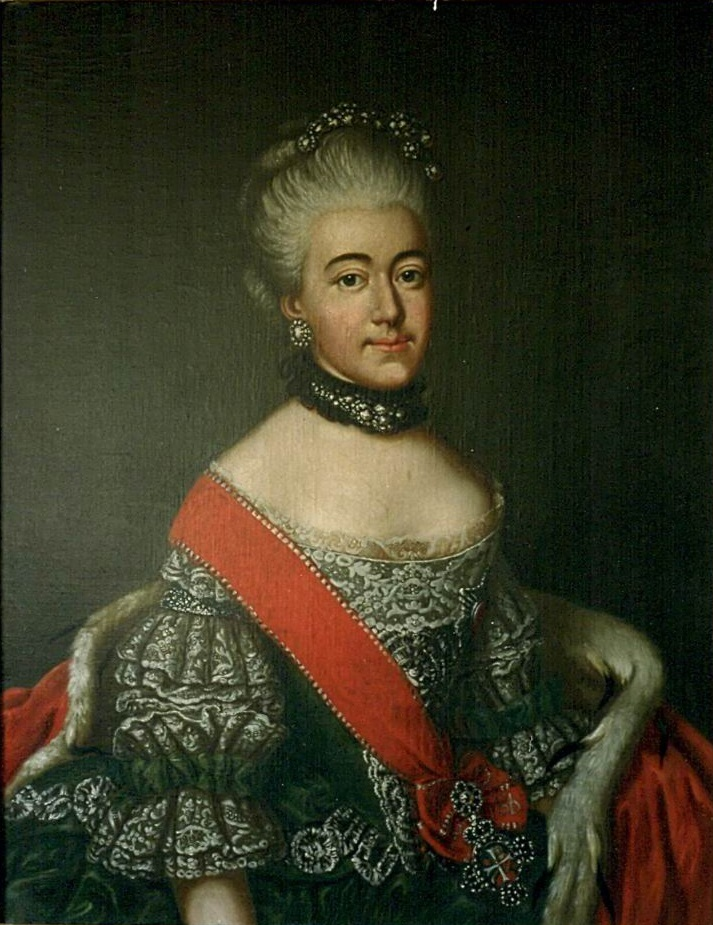
Louise Albertine of Schleswig-Holstein-Sonderburg-Plön

La Augustenburg, la 4 iunie 1763 Frederic Albert s-a căsătorit cu Louise Albertine (n. 21 iulie 1748, Plön - d. 2 martie 1769, Ballenstedt), fiica lui Frederick Carl, Duce de Schleswig-Holstein-Sonderburg-Plön și prințesă a Danemarcei prin naștere ca descendentă a liniei masculine din regele Christian al III-lea. Ai au avut doi copii:
1. Alexius Frederick Christian, Prinț și din 1807 Duce de Anhalt-Bernburg (n. Ballenstedt, 12 iunie 1767 - d. Ballenstedt, 24 martie 1834).
2. Pauline Christine Wilhelmine (n. Ballenstedt, 23 februarie 1769 - d. Detmold, 29 decembrie 1820), căsătorită la 2 ianuarie 1796 cu Leopold I, Prinț de Lippe-Detmold.

Frederic Albert a avut o fiică nelegitimă:
1. Auguste von Gröna (d. 8 aprilie 1841), căsătorită cu Hans August baron von Bissing (d. 8 aprilie 1841).